# Perrinton
Perrinton est un village du comté de Gratiot, dans l'État du Michigan, aux États-Unis. En 2020, il comptait une population de 393 habitants.